# Nordek
Nordek var planlagt som et nordisk fællesmarked, der skulle være et alternativ til det Europæiske Fællesskab (nu Den Europæiske Union). Det vigtigste element i Nordek var en toldunion, men der var i udkastet til traktat også bestemmelser om fælles institutioner og samarbejde om ulandsbistand, industriproduktion, energi, landbrug og fiskeri. Nordek blev lanceret 1968 af den danske statsminister Hilmar Baunsgaard.
I november 1970 blev et traktatforslag om organisationen af det Nordiske råd godkendt, men kort efter valgte Finland, at forlade samarbejdet, fordi dets regering havde fået signaler fra Sovjetunionen om, at dens regering var imod de nordiske planer. Danmark, Norge og Sverige forsøgte i stedet at skabe Skandek, men også dette forsøg mislykkedes.

## Baggrund
Den truende militære spænding mellem USA og Sovjetunionen efter 2. verdenskrig lagde pres på Danmark med hensyn til at indgå i en militær alliance. I foråret 1948 blev den storpolitiske konflikt meget nærværende. Statsminister Hans Hedtoft mente, at Danmark skulle vælge Norden i stedet for øst eller vest, og den svenske regering besluttede i april 1948 at indlede forhandlinger, om et nordisk forsvarssamarbejde. Det var dog en forudsætning for Sverige, at Norden skulle holde sig neutral i øst-vest-konflikten. Det skabte imidlertid store problemer, at Sverige ønskede et neutralt, fritstående samarbejde, mens Norge ville have mulighed for en tæt tilknytning til de vestlige stormagter. Da USA i februar 1949 gjorde det klart, at Vestmagterne ikke ville give militær hjælp til et selvstændigt nordisk samarbejde, måtte den danske statsminister erkende, at det ikke kunne realiseres. I stedet tog Danmark i 1951 initiativ til dannelsen af Nordisk Råd, hvis statutter blev tiltrådt af parlamenterne i Island, Norge, Sverige og Danmark i 1952 og Finland i 1956. Blandt de vigtigste samarbejdsprojekter i starten var det fælles nordiske arbejdsmarked og Den nordiske pasunion (1955).

## Forhandlinger
Forskellige initiativer til at udvide det nordiske samarbejde til et fælles marked som alternativ til EF, der var etableret med Romtraktaten i 1958, medførte, at Danmark, Norge og Sverige tilsluttede sig det løsere organiserede frihandelsområde, EFTA, men da den franske regering under Charles de Gaulle nedlagde veto mod en udvidelse af EF, tog den danske statsminister Hilmar Baunsgaard i 1968 initiativ til at undersøge mulighederne for et tættere nordisk samarbejde, som i yderste konsekvens kunne lede til et nordisk fællesmarked som alternativ til – og samtidig samarbejdspartner med - EF.   På et statsministermøde i København i april 1968 blev de nordiske statsministre enige om at søge det nordiske samarbejde udvidet på en lang række områder; institutionelle ordninger skulle i så fald skabes i det omfang., det ville vise sig påkrævet. I juni måned 1968 blev der derfor under Nordisk Råd nedsat en embedsmadskomite, som afgav sin endelige rapport den 17. juli 1969. Sverige havde oprindelig forbehold overfor forslagene, men da Oluf Palme tiltrådte som statsminister i efteråret 1969, indgik hans regering positivt i forhandlingerne. Palme så initiativet som en mulighed for at knytte Sverige nærmere til EF, hvis EFTA smuldrede, uden at bryde med den svenske neutralitetspolitik i militære anliggender.

## Sammenbrud
Der blev arbejdet videre med embedsmændenes forslag, og i november 1970 forelå et egentligt traktatforslag, som skulle danne grundlag for Nordek. Imidlertid havde Frankrig efter De Gaulles afgang som præsident ændret standpunkt med hensyn til udvidelsen af EF, og især Danmark og Norge ønskede nu at holde muligheden for et tæt samarbejde med EF åben. På denne baggrund er valgte Finland med henvisning til sovjetisk uvilje mod finsk medlemskab at forlade samarbejdet. Finland havde fået signaler fra Sovjetunionen, om at de var imod de nordiske planer. Danmark, Norge og Sverige forsøgte i stedet at skabe Skandek, men også dette forsøg mislykkedes. Herefter søgte Norge og Danmark optagelse i EF, men mens et flertal af de norske vælgere stemte nej, stemte et flertal af danskerne den 2. oktober 1972 ja til Danmarks optagelse i EF. Danmark blev derfor medlem af EF den 1. januar 1973, mens Norge og Sverige ligesom Finland stod uden for.